# Sant Enterrament de l'església de Sant Feliu de Girona
El grup escultòric del Sant Enterrament de l'església de Sant Feliu de Girona és un conjunt de vuit figures d'estil gòtic realitzades al segle xiv, situades al voltant d'un Crist jacent, algunes de les quals es conserven al Museu d'Art de Girona i altres a l'església de Sant Feliu. Es el Sant Enterrament més antic dels que s'ha conservat arreu.

## Descripció de l'obra
Es tracta d'un grup de vuit figures de proporcions similars a les naturals realitzades en alabastre de Beuda policromat que representa el moment de l'enterrament de Crist.

### Composició general
Encara que actualment les figures es troben disperses, segons consta en el contracte per a la realització de l'obra, del 1350, el conjunt constava d'un Crist jacent, situat en una posició central, i s'havien d'esculpir les imatges de Josep d'Arimatea i Nicodem, que se situarien al cap i als peus de Jesús, així com les de Sant Joan Evangelista, la Mare de Déu, Maria Magdalena, Maria Salomé i Maria de Clopas. Grups amb aquestes característiques generals assoliren llur màxima difusió a França entre els segles XV i XVI. Els primers coneguts són d'origen català: hi ha proves documentals de l'existència d'un Sant Enterrament del segle xiii a Sant Feliu de Torelló i el següent conegut és el de Sant Feliu de Girona.

### Descripció de les figures
De les figures del grup escultòric es conservaven a la Capella del Corpus Christi de l'església de Sant Feliu el Crist jacent i fragments de les de la Mare de Déu i Sant Joan Evangelista. En el Museu d'Art de Girona es guardaven els fragments de la resta d'imatges conservades. Els més importants corresponen a un tors masculí (Josep d'Arimatea o Nicodem), una figura agenollada i dos bustos femenins més, un amb testa i l'altre sense. Des d'abril del 2016, totes aquestes peces, a excepció de la figura de Crist, es troben en el Centre de Restauració de Béns Mobles de Catalunya amb l'objectiu que reconstruir tot el conjunt.

#### Crist jacent
Es tracta de l'única figura conservada íntegrament. La imatge és un acurat estudi de l'anatomia, absolutament inusual a Catalunya en aquell moment. El cos de Crist, tapat només amb el perizoni es recolza en tres punts: el cap que es recolza sobre un coixí, l'esquena i, a causa de tenir les cames flexionades a la manera dels crucificats, els talons. Els braços es dobleguen vigorosament i condueixen les mans, molt estilitzades, sobre el pit. La boca, entreoberta, i la talla explícita de les dents, dota de gran expressivitat dramàtica al rostre.

#### Mare de Déu
La figura, que conserva restes de policromia, està en posició de pregària tot i que ha perdut les mans. També presenta múltiples escrostonaments al rostre. Vesteix una túnica de mànigues cenyides i cordades amb una filera de petits botons. El mantell damunt del cap es recull amb una agulla circular deixant veure els cabells ondulats.

#### Sant Joan Evangelista
La figura de Sant Joan està en posició d'oració. Igual que la figura de la Mare de Déu, el plegat de la vestimenta s'ordena suaument i remarca la postura inclinada del cos. El mantell es recull al pit adornat amb una quadrifolia. Té un aspecte distingit i se li marca un rictus de dolor en consonància amb el tema de l'obra.

## Autoria
L'autoria de l'obra ha estat discutida. El grup escultòric fou encarregat el 1350 a Aloi de Montbrai, cap d'un dels tallers més actius a Catalunya en aquell segle, coincidint amb els anys que va viure a Girona de manera continuada (entre 1345 i 1356). La seva residència estava justificada per la proximitat de la pedrera de Beuda d'on extreia l'alabastre. Aloi havia esculpit poc abans a la ciutat el sepulcre de Sant Daniel (1345) conservat al monestir de Sant Daniel. Durant aquell temps va ser soci de Jaume Cascalls, escultor berguedà amb qui va realitzar els sepulcres del panteó reial del monestir de Poblet. La influència del mestre Aloi en Cascalls és enorme, i això ha comportat un problema per determinar quines obres pertanyen a Aloi i quines a Cascalls. Diversos autors, basant-se en l'afinitat estilística amb altres obres seves com el retaule de Cornellà de Conflent o l'estàtua de Sant Carlemany (en realitat Pere III el Cerimoniós) de la Catedral de Girona, han atribuït a Cascalls aquesta obra i en particular l'escultura del Crist jacent.

## Història
El 1348 moria a Girona, probablement a causa de la pesta negra, Guillem Vendrell, canonge de Sant Feliu i notari episcopal. En aquell moment havia començat a promoure l'edificació d'una capella i en el seu testament llegava 20.000 sous per dotar-hi dos beneficis. Dos anys més tard, el seu marmessor, Francesc Savarrés, canvista de professió va signar un acord amb Aloi de Montbrai per a la realització d'aquest grup escultòric per ornar, a manera de monument, l'altar de la capella, coneguda també com la capella del Sant Sepulcre o de Guillem Vendrell. Aloi era un cap de taller reconegut hi havia realitzat diversos encàrrecs reials a Barcelona, Poblet i València.
Pocs anys després de la seva construcció, el 1386, el bisbe Berenguer d'Anglesola va fer ampliar l'altar, ja que la presència de les vuit figures destorbava la celebració de la missa. El 1784, en iniciar-se la construcció de la capella de Sant Narcís, la capella del Sagrat Cor fou desmantellada i l'altar es traslladà a la de Santa Afra. Probablement és a partir d'aquest moment que el grup escultòric fou desmuntat i dispersat. Dues imatges incompletes van ser traslladades a la sagristia per farcir el carcanyol d'una volta i la resta, exceptuant la figura de Crist, van ingressar a l'antic Museu Arqueològic de Sant Pere de Galligants (números d'inventari del 1744 al 1754) i actualment es troben al Museu d'Art de Girona. Amb motiu d'unes obres de desenrunament, el 1994 es van retrobar a les golfes de la sagristia les dues imatges abans citades. La figura femenina va patir trencaments en el moment de la seva extracció del farcit de la volta. Pel que fa als fragments de la resta d'imatges que es guardaven en el magatzem del Museu d'Art de Girona i a la figura que es mostrava al públic en el museu actualment estan en fase de restauració, per recuperar en la mesura del possible l'esplendor del conjunt.